# Typ Hannover
Der Typ „Hannover“, auch Hannover-Klasse, war eine Baureihe von Motorschiffen der Hamburg-Amerika-Linie. Die Schnellfrachter-Serie der Hapag stellt deren vorletzten Entwurf eines herkömmlichen Stückgutschiffs vor der Fusion mit dem Norddeutschen Lloyd und der darauf folgenden Umstellung der beiden Reedereien auf Containerschiffe dar.

## Geschichte
Bestellt wurde die Baureihe am 15. September 1965. Entwurf und Konstruktion des Schiffstyps wurden in Zusammenarbeit der beteiligten Hamburger Werften durchgeführt. Blohm + Voss übernahm die Konstruktion des Stahlschiffbaus und die dazugehörigen Schleppversuche, die Hamburger Howaldtswerke waren für den Maschinenbau verantwortlich und die Deutsche Werft führte die Konstruktion der Ausrüstungen durch. Die gesamten Baukosten der zehn Schiffe lagen seinerzeit bei rund 150 Millionen D-Mark. Es war damit sowohl der größte bis dahin vergebene Auftrag in der Geschichte des hamburgischen Schiffbaus als auch der größte Gesamtauftrag einer Hamburger Reederei. Die Schiffsklasse umfasste zehn Schiffe, die alle 1967 abgeliefert wurden. Neben den jeweils zwei Schiffen von Blohm + Voss und der Deutschen Werft kamen drei Schiffen von den Hamburger Howaldtswerken und drei weitere von den Emder Nordseewerken. Der Auftrag beinhaltete ursprünglich auch noch Optionen für jeweils ein weiteres Schiff von Blohm + Voss und der Deutschen Werft, diese wurden aber nicht eingelöst.

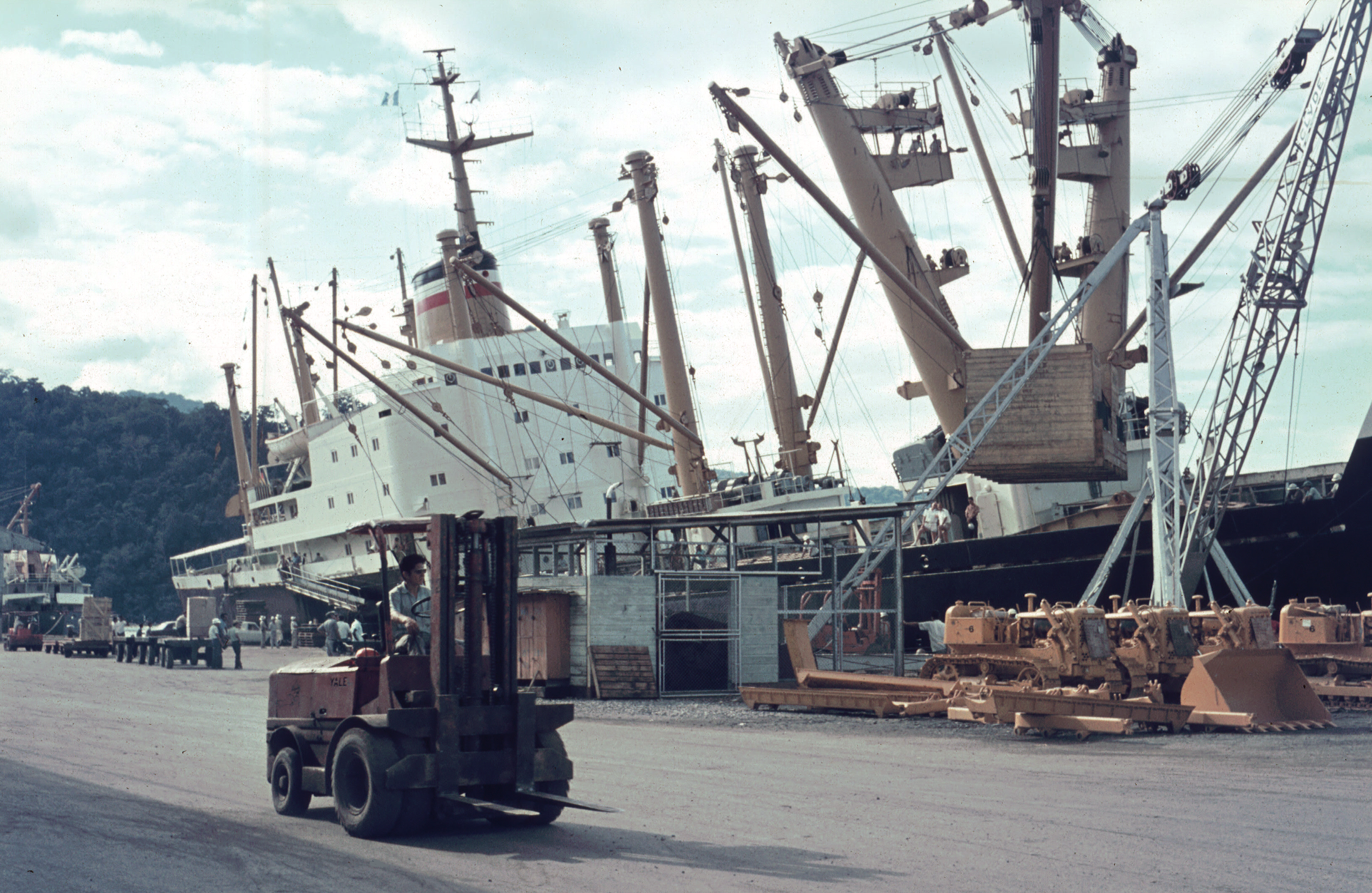
Die Frankfurt bei der Verladung von Schwergut

Im Rahmen eines Lieferabkommens steuerten britische Firmen für etwa 20 Millionen D-Mark Zuliefererzeugnisse, wie beispielsweise die Hilfsdiesel von Ruston & Hornsby bei. Von der Hapag wurden die Schiffe im Westindiendienst eingesetzt.
Das Typschiff der Serie, die Hannover, wurde bereits nach einem halben Jahr um etwa 1,20 m verbreitert und die ebenfalls mit einem Schwergutgeschirr ausgerüstete Frankfurt wurde um denselben Betrag breiter gebaut.
Die Schiffe gingen bei der 1970 vollzogenen Fusion zwischen Hapag und Lloyd in den Bestand der Hapag-Lloyd über und wurden dort weitere Jahre im angestammten Fahrtgebiet weiterbetrieben. 1978/79 veräußerte die Reederei zunächst sieben Schiffe, die verbliebenen drei Schiffe verließen die Hapag-Lloyd-Flotte in den Jahren 1982/83. In der Hand späterer Eigner trafen die ersten beiden Schiffe 1986 zur Verschrottung ein, der Großteil wurde jedoch bis in die zweite Hälfte der 1990er Jahre betrieben und schließlich zum Abbruch verkauft. Die beiden Schiffe Corain I (ex Hanau) und Corain II (ex Heidelberg) der Lineas Agromar aus Kolumbien wurden 1997 zunächst aufgelegt und erst im Jahre 2001 verschrottet.

### Kollision derHagenmit dem U-BootTullibee

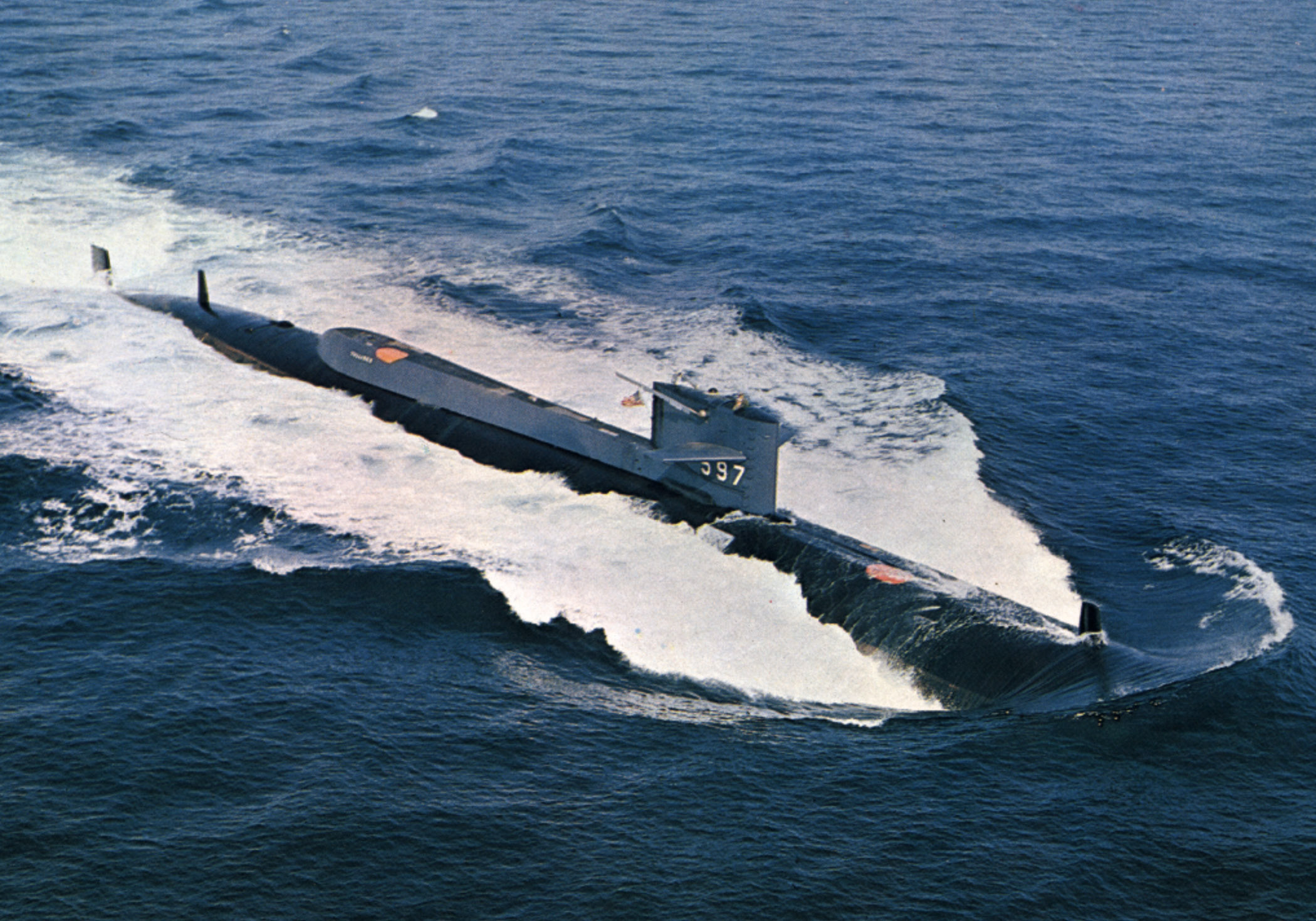
Die Tullibee

Auf der Rückreise von Morehead City nach Europa kollidierte die Hagen am 6. Oktober 1972 bei schwerer See etwa 150 Seemeilen vor Cape Hatteras mit dem zu dicht unter der Wasseroberfläche fahrenden US-amerikanischen Atom-U-Boot Tullibee. Der Sonardom der Tullibee riss ein rund sechs Meter langes Loch in den Laderaum 2 der Hagen und blieb im Doppelboden des Frachters stecken. Beide Schiffe konnten unter eigener Kraft weiterfahren. Die Hagen traf am Folgetag in Newport News ein und wurde später in Baltimore repariert, das U-Boot lief zurück nach Boston.

## Technik

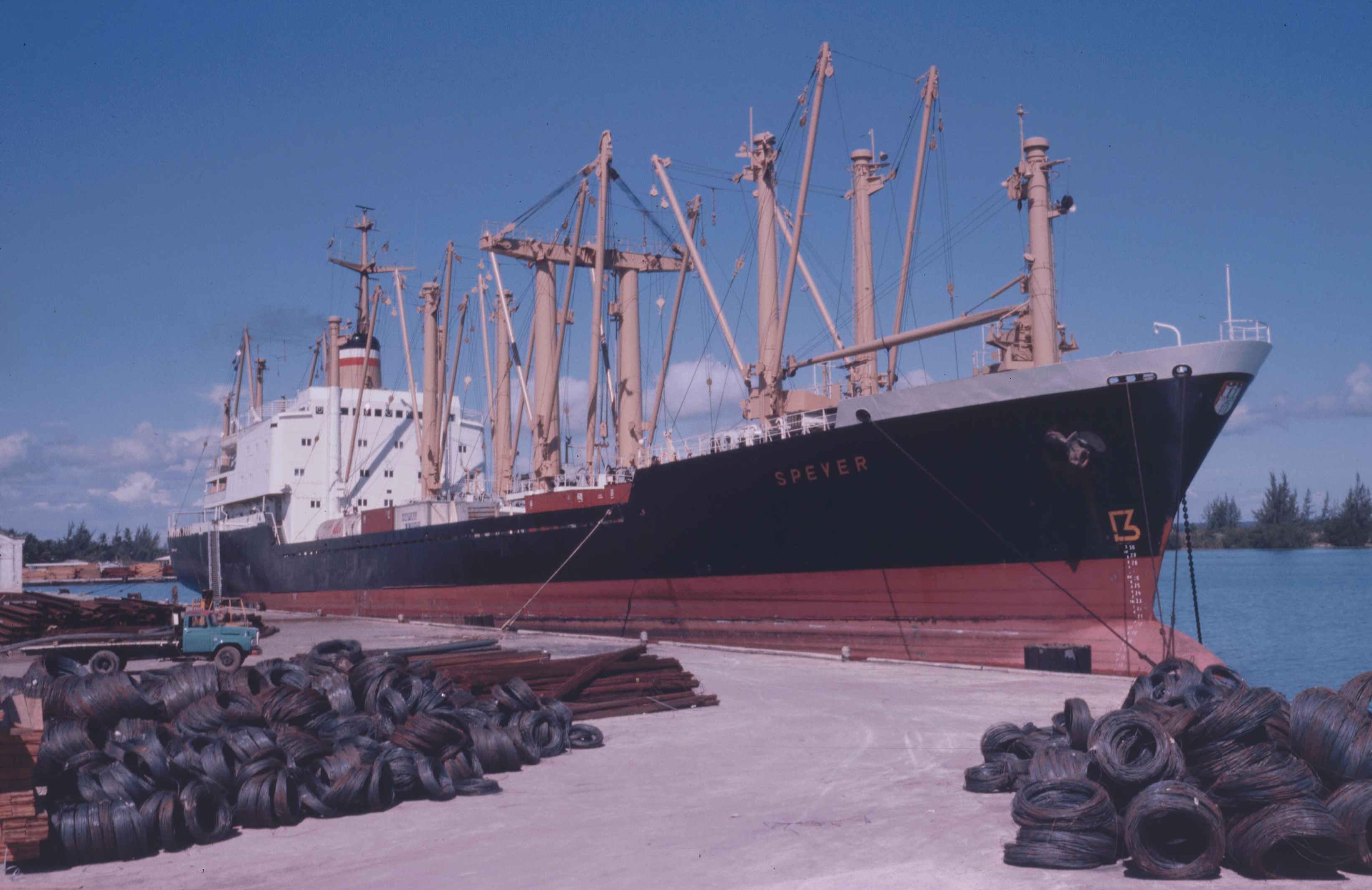
Die Speyer, eines der Schiffe mit 60-Tonnen-Schwergutbaum

Ein Merkmal neben der leistungsfähigen Antriebsanlage waren die vielseitigen Ladungseinrichtungen. So waren die Schiffe mit 18 herkömmlichen Ladebäumen (14 × 10 Tonnen und 4 × 5 Tonnen) und einem 3-Tonnen-Mastkran ausgestattet. Zur Erhöhung der Umschlaggeschwindigkeit wurden die Hanger- und Ladeläufer sowie darüber hinaus auch Preventer- und Zwischengeien über Winden bedient. Außerdem waren alle Schiffe mit einem Schwergutbaum zur Übernahme von Schwergut ausgerüstet. Die Howaldtswerke-Bauten Hannover und Frankfurt verfügten über ein 120-Tonnen-Stülcken-Schwergutgeschirr, das die Luken 2 und 3 bedienen konnte, die restlichen Schiffe besaßen 60-Tonnen-Schwergutbäume herkömmlicher Bauart für die Luke 2. Vor den weit nach achtern gerückten Aufbauten befanden sich vier Trockenladeräume, deren zwei beziehungsweise drei Zwischendecks jeweils mit hydraulischen Glattdecklukendeckeln verschlossen wurden. Die Hauptlukendeckel waren nach dem McGregor-Single-Pull-Patent gebaut. Hinter dem Laderaum 4, unter der Vorkante des Deckshauses, schlossen sich vier isolierte Kühlzellen über zwei Decks für rund 300 m³ Kühlladung an. Hinter den Aufbauten lag der Zweideck-Laderaum Nummer 5. Weitere Ladungseinrichtungen waren die insgesamt drei, im Vorschiffsbereich unter den Trockenladeraum 1 und im Achterschiffsbereich unter dem Laderaum 5 neben dem Wellentunnel angeordneten Ladetanks für etwa 300 m³ Ölladung. Für Verschlussladung stand ein 28 m³ großer Verschlussladeraum zur Verfügung. Die Schiffe waren mit einem Wulstbug ausgestattet.

## Die Schiffe
| Bauname    | Werft Baunummer    | IMO- Nummer | Ablieferung       | Umbenennungen und Verbleib                                                                                              |
| ---------- | ------------------ | ----------- | ----------------- | --- |
| Hannover   | Howaldtswerke 968  | 6706163     | 14. April 1967    | 1982 Constellation Faros → 1985 Milos IX → Abbruch ab 29. März 1986 in Gadani                                           |
| Trier      | Blohm + Voss 851   | 6711431     | 9. Mai 1967       | 1978 Tong Jiang → 1990 Skylark → 1992 Sapphire Star → 1996 als verschrottet gemeldet                                    |
| Hanau      | Nordseewerke 385   | 6710750     | 29. Juni 1967     | 1979 Corain I → 1997 aufgelegt → 2001 in Barranquilla verschrottet                                                      |
| Hamburg    | Howaldtswerke 997  | 6712382     | 31. Juli 1967     | 1978 Tai Hang Shan → 1996 als verschrottet gemeldet                                                                     |
| Speyer     | Blohm + Voss 852   | 6713893     | 15. August 1967   | 1978 Pu Jiang → 1991 Seagull → 1992 Emerald Star → 1994 im Register gelöscht                                            |
| Heidelberg | Deutsche Werft 821 | 6715322     | 5. September 1967 | 23. August 1976 Aufbauten nach Kurzschluss ausgebrannt → 1983 Su Feng → Abbruch ab 20. Februar 1997 in Xinhui           |
| Hagen      | Nordseewerke 386   | 6723812     | 12. Oktober 1967  | 1978 Huang Long Shan → Abbruch ab 4. August 1996 in Kalkutta                                                            |
| Frankfurt  | Howaldtswerke 998  | 6723953     | 26. Oktober 1967  | 1980 Goslar → 1982 Constellation Galaxy → 1986 Milos X → Abbruch ab 10. April 1986 in Gadani                            |
| Heilbronn  | Deutsche Werft 822 | 6723824     | 19. Dezember 1967 | 1979 Corain II → 1997 aufgelegt → vermutlich 2001 in Barranquilla verschrottet → 15. Dezember 2004 im Register gelöscht |
| Hattingen  | Nordseewerke 387   | 6729907     | 28. Dezember 1967 | 1978 Miao Feng Shan → 1996 Miao Feng → Abbruch ab 24. November 1996 in Alang                                            |